# Taeke Taekema
Taeke Wiebe Doekes Taekema (Leiderdorp, 14 de enero de 1980) es un jugador neerlandés de hockey sobre hierba, que ganó la medalla de plata con la selección nacional en los Juegos Olímpicos de Atenas 2004. Es famoso y temido por ser especialista en arrastre bajo durante los lanzamientos de en penaltis-córneres. Su debut internacional fue el 28 de enero de 2000 en un partido amistoso con Egipto. Desde entonces el defensor ha jugado más de 100 partidos como internacional con el equipo neerlandés. 
Durante el Campeonato Europeo de Hockey sobre Hierba de 2007, Taekema consiguió un récord de 16 goles, incluyendo un doble triplete contra Bélgica durante las semifinales. Como reconocimiento de este récord una marca de ropa deportiva creó el palo de hockey TT10, el cual incorpora sus las iniciales del jugador y su número en el equipo.
Taekema jugó en el L.O.H.C. (Leidsche en Oegstgeester Hockey Club), para después incorporarse al HC Klein Zwitserland, en 2005 al conocerse la noticia de que el jugador había firmado un contrato con el Ámsterdam, el klein Zwitserland lo apartó inmediatamente del equipo con lo que no pudo terminar la temporada. Ha sido el máximo anotador de la liga neerlandesa durante las temporadas 2002-2003 y 2007-2008.